# Team Sparebanken Sør
Das Team Sparebanken Sør war ein norwegisches Radsportteam mit Sitz in Grimstad.
Die Mannschaft wurde 2010 gegründet und nahm als Continental Team an den UCI Continental Circuits teil. Manager war Kjell Karlsen, der von den Sportlichen Leitern Atle Kvålsvoll und Sebastian Kvålsvoll unterstützt wurde. Zum Ende der Saison 2017 wurde das Team aufgelöst.

## Saison 2017

### Erfolge in der UCI Europe Tour
In den Rennen der Saison 2017 der UCI Europe Tour gelangen die nachstehenden Erfolge.
| Datum          | Rennen                                | Kat. | Fahrer           |
| -------------- | ------------------------------------- | ---- | ---------------- |
| 1. Juli        | Prolog Troféu Joaquim Agostinho (EZF) | 2.2  | Andreas Vangstad |
| 26. August     | 3. Etappe Baltic Chain Tour           | 2.2  | Herman Dahl      |
| 27. August     | 4. Etappe Baltic Chain Tour           | 2.2  | Herman Dahl      |
| 24.–27. August | Gesamtwertung Baltic Chain Tour       | 2.2  | Herman Dahl      |

## Platzierungen in UCI-Ranglisten
UCI America Tour
| Saison | Mannschaftswertung | Fahrerwertung            |
| ------ | ------------------ | ------------------------ |
| 2013   | 19.                | Sondre Holst Enger (39.) |

UCI Europe Tour
| Saison | Mannschaftswertung | Fahrerwertung                |
| ------ | ------------------ | ---------------------------- |
| 2017   | 68.                | Andreas Vangstad (252.)      |
| 2016   | 94.                | Øystein Stake Laengen (479.) |
| 2015   | 105.               | Lorents Ola Åsvold (821.)    |
| 2014   | 102.               | Bjørn Tore Hoem (450.)       |
| 2013   | 67.                | Sondre Holst Enger (73.)     |
| 2012   | 106.               | Bjørn Tore Hoem (622.)       |
| 2011   | 105.               | Lorents Ola Åsvold (821.)    |
| 2010   | 94.                | Øystein Stake Laengen (479.) |